# 守矢頼真
守矢 頼真（もりや よりざね、永正2年5月25日〈1505年6月26日〉- 慶長2年9月10日（1597年10月20日〉）は、戦国時代の神職。信濃国諏訪郡に所在する諏訪大社の神長官。『諏訪史料叢書』では守矢有実の子。子は守矢信真。初名は頼実。

## 略歴
守矢氏は洩矢神あるいは物部守屋の後裔とも言われるが不明。諏訪大社大祝家の諏訪氏に従い、たびたび禰宜太夫の矢島満清と対立する。特に諏訪大祝就任の際に争い、当初劣勢だったが、天文7年（1538年）の諏訪頼高の大祝就任時に復権した。また諏訪大社への課税をめぐって諏訪頼重とも対立した。
天文11年（1542年）、甲斐国の武田晴信（信玄）は信濃侵攻を本格化させると諏訪氏との同盟を破棄して諏訪侵攻を開始し、当主頼重は同年7月に甲府へ護送され死去しており、頼真は武田氏の諏訪支配を先導し、戦勝祈願などで信頼を得た（『守矢頼真書留』）。永禄2年（1559年）に引退し、嫡子で禰宜太夫に就けていた信真に神長官を譲った。武田家滅亡後は諏訪満隣らと諏訪家再興を図る一方、諏訪大社の復興にも力を入れた。

## 守矢頼真書留
頼真の自筆書留。全一冊。父の満実の代から書き継いだ諏訪大社の神事や神社経営に関する記事が書き留められており、天文11年（1542年）から天文21年（1552年）分が現存している。書留には天文11年4月の諏訪頼重嫡子寅王丸の生誕や同年7月の頼重自刃など、武田側の記録である『高白斎記』とともに諏訪侵攻に関する基本資料となっているが、天文12年以降は社務中心の記述となっている。原本が守屋家に伝存し、刊本には『新編信濃史料叢書』第七巻、『山梨県史』資料編6中世3下（県外記録）などがある。

## 神使御頭之日記
享禄元年（1528年）から天文23年（1554年）まで、年ごとに御頭役を務めた神職や郷名を記録している。天文4年（1535年）の武田信虎と諏訪碧雲斎が甲信国境である境川に参会し上社宝錫を鳴らし和平を行ったことをはじめ、晴信期の諏訪侵攻に到るまで関係する事件についても記されている。
守屋家には原本が伝わっていたとされ、『信濃史料』『新編信濃史料史料』においてはこれに基づいて翻刻が行われているが、原本の存在は現在確認されていない。『山資』6では文化14年（1817年）写本に基づいて翻刻している。